# Saint-Joseph (Manche)
Saint-Joseph település Franciaországban, Manche megyében. Lakosainak száma 817 fő (2022. január 1.). Saint-Joseph Brix, Négreville, Saussemesnil, Tamerville, Valognes és Yvetot-Bocage községekkel határos.

## Népesség
A település népessége az elmúlt években az alábbi módon változott:
| Lakosok száma | 501  | 625  | 677  | 801  | 809  | 792  | 792  | 798  | 801  | 817  |
|               | 1968 | 1982 | 1990 | 2006 | 2013 | 2015 | 2017 | 2019 | 2020 | 2022 |